# Fastighetsautomation
Med fastighetsautomation eller BMS (Building Management Systems) menar man ett system, oftast i form av en dator eller mikroprocessor, som ser till att fastigheten:
- Får önskad energi i form av tappvarmvatten, ventilation och centralvärme
- Belysning, solskydd styrs
- Elenergi styrs

Idag är system för fastighetsautomation ofta uppkopplade mot internet för att avläsning av förbrukningsdata skall vara möjlig. Man har ofta ökad funktionalitet i ett så kallat iBMS (intelligent Building Management System) i form av till exempel tillkopplad molntjänst för återkoppling av energidata, integration med säkerhetssystem såsom passagesystem och kameraövervakning samt integration med system för kraft. Kraftfulla iBMS kan även hantera elkvalitet och analys av hur byggnaden används, man hanterar även fastigheter på områdesnivå. Det finns också exempel på system som gör fastigheterna redo för smarta elnät, så att energianvändning kan matchas mot energibolagets produktion. Det är inte ovanligt att förbrukningsdata presenteras i diagram på webbsidor eller i andra mobila enheter. Likaså är det vanligt att man kan ställa olika börvärden, efter inloggning med lösenord. Moderna iBMS kommunicerar via webbtjänster, och ej via slutna protokoll. Fastighetsautomation bygger på DDC-teknik, dvs man kan styra och läsa digitala värden i en fastighet med hjälp av dator. Bland de öppna protokollen för fastighetsautomation brukar räknas Lon, Bacnet och ibland på rumsnivå KNX. Ibland används även industriella styrsystem för fastighetsautomation, så kallade SCADA, men då utan den funktionalitet som ett iBMS ger i form av Energy Management.
En starkt bidragande orsak till den ökade funktionaliteten hos fastighetsautomationssystem är öppen mjukvara så som Linux, FreeBSD och liknande stabila och driftsäkra operativsystem. På fältnivå kan enheterna både konsumera information (till exempel väderdata) och generera information (till exempel temperaturgivarinformation) via webservices, och analysera dessa.